# 정읍 태인향교 만화루
정읍 태인향교 만화루(井邑 泰仁鄕校 萬化樓)는 전북특별자치도 정읍시, 태인향교에 있는 건축물이다. 1986년 9월 8일 전라북도의 유형문화재 제121호로 지정되었다.

## 개요
조선시대 나라에서 각 지방에 세운 학교 가운데 하나인 태인향교는 세종 3년(1421년)에 창건했다. 만화루는 태인향교 정문 위에 세운 2층 누각이다. 만화루란 말은 '공자의 도(道)로 만물이 교화된다'는 말에서 따온 것이다. 만화루는 왕비나 정승 등 높은 사람이 출생한 마을에 세웠다고 한다. 실제로 단종 왕비 정순왕후와 영조의 생모 숙빈 최씨가 바로 이 지역 출신이다. 조선후기에 세워진 이 만화루는 정면을 짝수인 4칸으로 만들고 출입문을 두 곳으로 나누어 낸 점과 넓은 계단이 특징이다. 만화루 현판은 조선 정조 18면(1794년)에 태인 현감으로 부임한 조항진의 글씨이다.

## 참고 자료
- 태인향교만화루 - 국가유산청 국가유산포털